# Utgård
Utgård is een plaats in de Noorse gemeente Hvaler, fylke Østfold. Utgård telt 320 inwoners (2007) en heeft een oppervlakte van 0,39 km². Bij het dorp ligt Utgårdskillen waar meerdere vissersboten hun thuishaven hebben.
Utgård ligt op het eiland Vesterøy.